# Liareds församling
Liareds församling var en församling i Skara stift och i Ulricehamns kommun. Församlingen uppgick 2006 i Redvägs församling.

## Administrativ historik
Församlingen har medeltida ursprung. Vid en tidpunkt efter 1546 införlivades den del av Igelsreds församling som ej uppgick i Knätte församling.
Församlingen var till 1962 annexförsamling i pastoratet Böne, Knätte, Liared, Fivlered och Kölingared som till åtminstone kring 1550 även omfattade Igelsereds och Ingareds församlingar. Från 1962 till 2006 var församlingen annexförsamling i pastoratet Hössna, Gullered, Strängsered, Böne, Knätte och Liared och från 1983 även Kölingareds församling. Församlingen uppgick 2006 i Redvägs församling.

## Organister
| Period    | Namn                | Levnadstid | Övrigt   |
| --------- | ------------------- | ---------- | -------- |
| 1855–1877 | Per Adolf Holmqvist | 1855–1877  | Organist |

## Kyrkor
- Liareds kyrka